# Copanello
Copanello o Copanello di Stalettì (soprannominata la Perla dello Jonio catanzarese) è una frazione del comune di Stalettì in provincia di Catanzaro, situata lungo la costa jonica della provincia calabrese a sud del capoluogo. È delimitata a nord dal fiume Alessi e a sud dal torrente Lamia. Si suddivide in Copanello alto e Copanello lido.

## Geografia fisica

### Localizzazione
Copanello è situata al centro del Golfo di Squillace, nella parte chiamata Costa degli Aranci o Costa dei Saraceni. Si trova sulla costa orientale dell'istmo di Catanzaro. Il limite settentrionale è costituito dalla località di Squillace Lido (frazione del comune di Squillace) est dal fiume Alessi la cui foce è situata nei presso dell'Hotel Club Poseidon, a Copanello lido. Il limite meridionale di Copanello è costituito da Santa Maria del Mare (frazione del comune di Stalettì) e dal torrente Lamia. A sud-ovest, confina con il paese di Stalettì mentre a sud-ovest, confina col comune di Squillace
Copanello lido si situa sul litorale del Golfo di Squillace, quasi al livello del mare, ai piedi della Coscia di Stalettì (montagna calabrese chiamata anche Mons Moscius all'epoca di Cassiodoro o più tardi Coscia della baronessa), mentre Copanello alto si situa sulla Coscia di Stalettì, ad un centinaio di metri al di sopra del livello del mare, e si affaccia sul Golfo di Squillace.
Dopo la spiaggia di Copanello lido e dopo certi luoghi di Copanello alto è possibile ammirare la costa del Mar Ionio da Isola di Capo Rizzuto, a nord, fino a Punta Stilo, a sud.

### Territorio
L'intero territorio di Copanello è caratterizzato da colline lussureggianti della tipica flora e fauna mediterranea e da promontori di granito bianco che digradano dolcemente verso il mare, creando arenili di sabbia fine, mista a scogliere granitiche perforate in alcuni punti da grotte in cui si insinua il mare, la più famosa delle quali è quella di San Gregorio, al confine con Caminia.

### Urbanistica

#### Copanello Alto
Si può accedere a Copanello Alto tramite la strada statale 106 Jonica (la SS 106 Jonica) che attraversa la frazione con Copanello Lido (passando in questo caso sotto la Galleria di Stalettì) a nord e Santa Maria del Mare, poi Caminia a sud. L'altra via d'accesso possibile est la strada principale di Staletti a nord di Copanello Alto, la Strada Provinciale 52, e che tocca le frazioni vicine di Torre Elena e della Lucerta.
A Copanello Alto si trova la località tradizionalmente chiamata Contrada di San Martino, denominazione che ha permesso, negli anni '30 del XX secolo, l'identificazione dei resti di un antico edificio religioso con la Cappella di San Martino, parte del Vivarium, sita nella parte est di Copanello Alto, circa ai piedi della Coscia di Stalettì.

#### Copanello Lido
L'accesso alla frazione di Copanello Lido è possibile attraverso due strade. La prima è un'uscita dalla SS 106 Jonica che, al livello della frazione, passa sotto un vecchio ponte ferroviario et si inserisce su piazza Antonio Susanna nella parte sud di Copanello. A partire da piazza Susanna nascono tre strade parallele che proseguono in linea retta verso nord formando il centro dell'abitato. Queste tre strade sono (da ovest ad est): la via Lucifero, la via Cassiodoro e la via Lido che segue la spiaggia. Dopo 200 metri, la via Lucifero e la via Lido si fermano lasciando posto al nuovo quartiere residenziale costruito a partire dagli anni '90.
La seconda strada d'accesso a Copanello si trova a nord della frazione, nella prosecuzione della via Cassiodoro. Essa passa su un ponte al di sopra del fiume Alessi, poco più avanti la sua foce, e arriva nel comune di Squillace da dove è possibile inserirsi sulla SS 106 Jonica.
L'altitudine media di Copanello Lido è di 9 metri sul livello del mare.

### Idrografia
Il fiume Alessi (chiamato Amnis Pellena nel VI secolo) è un corso d'acqua che nasce al centro dell'istmo di Catanzaro, sul territorio del comune di Girifalco, ai piedi del Monte Covello che fa parte delle Serre calabresi. Scorre in seguito nel comune di Vallefiorita poi verso la storica città di Squillace di cui circonda il promontorio prima di confluire, a meridione della città, al Ghetterello. Il fiume attraversa allora la parte settentrionale del comune di Stalettì prima di sfociare nel Mar Ionio al livello del Golfo di Squillace. La sua foce funge da confine tra la frazione di Copanello, nel comune di Stalettì, e la frazione di Squillace Lido, nel comune di Squillace. È in questi luoghi che Ulisse avrebbe incontrato Nausicaa durante il suo viaggio nella terra dei Feaci. Il fiume Alessi percorre in totale 18 chilometri dalla sua fonte alla sua foce.
Oltre il fiume Alessi, due altri fiumi percorrono il territorio di Copanello Lido. Sono il Fosso della Coscia (affluente dell'Alessi che passa tra il Villaggio Guglielmo e gli impianti della torrefazione Guglielmo Caffè) e il Fosso Gullà (affluente dell'Alessi che passa a nord del Casino Pepe). Il Fosso della Coscia si origina a nord della città di Stalettì mentre il Fosso Gullà nasce nella zona situata tra il Casino Pepe e la città di Stalettì.

## Flora e fauna
Il clima mediterraneo, secco e caldo d'estate, consente l'insediamento di specie tipicamente mediterranee.
Le dune sabbiose ospitano associazioni vegetali psammofile, tra cui citiamo la salsola (salsola kali), il giglio di mare (pancraticum maritimum) e il papavero delle sabbie (glaucium flavum).
Le scogliere a picco sul mare offrono l'ambiente adatto per il cappero, che forma lunghe 'barbe' pendenti, il minacciato garofano delle rupi (dianthus rupicola), il finocchio di mare e l'enula marina. Tra le rocce crescono anche oleandri, lentischi, euforbie, mirti, cisti e ginestre. Numerose sono le pinete, nelle quali vegetano anche cipressi ed eucalipti.
La fauna marina comprende cerianti e conchiglie, gli scogli e le rocce sono spesso ricoperti di alghe brune, code di pavone, spugne e ricci. Negli anfratti sottomarini si nascondono molte stelle serpentine ma anche stelle marine variabili spinose e fra le pietre si muovono bavose e cernie. Il tutto è attorniato da banchi di castagnole, occhiate, donzelle, piccoli barracuda, saraghi e cefali, triglie e tracine che si aggirano, anch'essi, sulla sabbia.Tra le rocce è possibile, per gli occhi attenti, scovare polpi e murene. È possibile anche trovare cavallucci marini, il loro mimetismo è eccezionale, perciò ci vuole un'abilità altrettanto eccezionale per individuarli.

## Mitologia
Uno dei primi ad aver situato la terra dei Feaci, la Scheria, nei dintorni di Copanello fu il politico e scrittore latino Cassiodoro (485-580). Così egli attribuì la fondazione della città di Squillace a Ulisse dopo il suo arrivo nel paese dei Feaci.
Esiste anche un'ipotesi, portata avanti dalla tradizione orale e basata tra l'altro sui racconti di Cassiodoro, che fu ripresa da Enzo Gatti nel suo libro Odisseo pubblicato nel 1975. Secondo lui, Ulisse sarebbe naufragato nel Golfo di Squillace, alla foce del fiume Alessi (foce utilizzata oggi come confine tra la frazione de Copanello Lido, nel comune di Stalettì, e la frazione di Squillace Lido, nel comune di Squillace). Là, avrebbe incontrato Nausicaa che l'avrebbe condotto da suo padre, il re Alcinoo, che avrebbe avuto dimora, in questo caso, al centro dell'Istmo di Catanzaro, forse a Tiriolo o più vicino alla costa di Copanello.
Questa tradizione ha lasciato numerosi ricordi soprattutto nei toponimi dei luoghi. Così, la costa da Copanello a Catanzaro Lido è oggi, tra l'altro, chiamata Riviera di Nausicaa. Quanto alla frazione di Squillace Lido, ha intitolato la maggior parte delle sue strade con nomi provenienti dall'Odissea, come la Via dei Feaci, la Via Laerte, la Via Itaca, la Via Telemaco e il Lungomare Ulisse.
Una stele commemorativa del monastero vivariense di Cassiodoro, del regno dei Feaci e dell'arrivo di Ulisse è stata eretta a Copanello Alto, in prossimità delle Vasche di Cassiodoro.

## Storia
Nel VI secolo, Copanello fece parte dei possedimenti del politico e scrittore latino Cassiodoro (485-580). Questi vi fece costruire il Monastero di Vivarium intorno al 555. Con il nome di Coscia, Copanello è stata sotto il controllo della città di Squillace e fino agli inizi del XIX secolo, quando è stata inglobata dal comune di Stalettì.
Tra la fine del XIX secolo ed il XX secolo, il territorio di Copanello alto è passato successivamente dalla famiglia Fazzari alla famiglia Falcone ed in seguito alla famiglia Gatti mentre Copanello lido restava alla famiglia Pepe dal XVIII secolo alla fine del XX secolo, quando divenne proprietà di diversi patrioti (Guglielmo Pepe, Enrico Cosenz, Damiano Assanti, Francesco Carrano, Girolamo Calà Ulloa e Camillo Boldoni) prima di passare alla famiglia dei marchesi Lucifero, di cui l'ultimo proprietario fu Francesco Lucifero.
Il Paesaggio di Copanello viene inoltre visitato da Michele Frangella, che compone la celebre poesia "A Copanello" esaltando le bellezze della costa e delineandole come un vero e proprio Eden.

### Copanello Alto
È possibile che il territorio di Copanello Alto sia stato abitato nella preistoria, come testimoniato da una statuetta ritrovata agli inizi del XX secolo dai contadini della baronessa Elvira Marincola Cattaneo.
Qui Cassiodoro fece costruire il monastero Vivariense e la cappella di San Martino nell'anno 555 così come dei vivai per l'aquacoltura (le cosiddette Vasche di Cassiodoro). 
Alla sua morte nei dintorni del 580, Cassiodoro lascia i suoi beni, tra cui il monastero Vivariense così come il territorio di Copanello, ai monaci del monastero Castellense, situato nell'odierna Santa Maria del Mare (frazione di Stalettì). Questo resta in loro possesso fino al XII secolo, benché il vescovo di Squillace abbia cercato in più occasioni di impadronirsene, data in cui passa sotto la dipendenza dell'abbazia benedettina della Santa Trinità di Mileto, come dono del conte Ruggero I di Sicilia. Dal XIII secolo, benché sempre appartenente all'abbazia di Mileto, il monastero Vivariense così come le terre di Copanello appartennero alla città di Squillace.
Nel XVI secolo, Copanello subì regolarmente le incursioni saracene e le vestigia del monastero Vivariense servirono dunque come torre cavallara per proteggere la costa.
Dal XVIII secolo il territorio di Stalettì di cui fa parte Copanello Alto restò un Casale di Squillace (dipendenza della città di Squillace) fino agli inizi del XIX secolo quando i francesi di Napoleone si impadronirono del Regno di Napoli dal 1806 al 1815. Da allora, Stalettì divenne un comune e inglobò le terre di Copanello Alto e Copanello Lido.
Alla fine del XIX secolo, il colonnello e deputato Achille Fazzari, originario di Stalettì, riscattò le vestigia del monastero Vivariense a Copanello Alto e le trasformò in fabbrica olearia e in seguito in residenza privata.
Nel 1868, su impulso del Fazzari, fu costruita la galleria di Stalettì che permise di collegare Copanello Alto con l'attuale Copanello Lido, nella quale oggi passa la strada statale 106 Jonica.
Nel 1882, Giuseppe Garibaldi si dice si sia fermato una notte presso Casa Fazzari, a Stalettì di Copanello, come testimoniato da una lapide.
Alla fine degli anni '30, la frazione di Copanello Alto comprendeva alcune case tra le quali la Casa Falcone (la vecchia Casa Fazzari) mentre Copanello Lido era ancora disabitata. Nel 1938 lo storico francese Pierre Courcelle riscoprì le vestigia della cappella di San Martino e ne dedusse che la posizione del monastero Vivariense di Cassiodoro dovesse trovarsi al posto di quella che era allora Casa Falcone.
Durante la Seconda guerra mondiale, numerosi bunker di piccole e medie dimensioni furono costruiti dai nazifascisti.
Nel 1957 e fino alla fine degli anni '80 Casa Falcone si trasformò in albergo, per poi accogliere prima un piccolo museo archeologico e (fino alla chiusura nel 2011) un museo naturalistico.

### Copanello Lido
La zona di Copanello Lido fu abitata dal Neolitico, si è ritrovato in effetti un antico villaggio situato a fianco della foce del fiume Alessi.
Nel VI secolo, la zona dove si trova attualmente Copanello Lido faceva parte delle terre possedute da Cassiodoro e serviva da pascolo ed uliveto irrigati dal fiume Alessi.
Tra il XVI secolo e il XVIII secolo, una strada chiamata Via Grande fu costruita per collegare la spiaggia di Copanello Lido alla città di Staletti. 
Fino alla fine del XVIII secolo, il territorio di Copanello Lido, chiamato La Coscia o più semplicemente Coscia, si situa all'interno della Marina di Squillace (litorale di Squillace).
Intorno agli anni '50 iniziò la costruzione di case di villeggiatura, che costituirono il primo nucleo del villaggio di Copanello Lido.
Alla fine degli anni '50, un imprenditore di Catanzaro Lido costruì delle cabine da spiaggia nella posizione dell'attuale Lido di Guglielmo e gettò le basi della futura Rotonda. Nei dintorni degli anni '60 cominciò la costruzione del Villaggio Guglielmo che aprirà nel 1969.
A partire dagli anni '70 sul territorio sorsero case private e ulteriori strutture ricettive.
Agli inizi degli anni '80 fu costruito a Copanello Lido, su un fianco della Coscia di Staletti, un grande complesso di edifici di 15 000 metri cubi di cemento armato denominato l'Ecomostro. Si componeva di quattro corpi di fabbrica, due di sei piani, uno di cinque, uno di nove, collegati con gradoni di cemento armato, uno squarcio nella natura incontaminata della costiera, incurante delle vicine testimonianze archeologiche. Dopo lunghe vicende giudiziarie, e un'ordinanza di demolizione del 1987, il 17 gennaio 2007 è iniziata la demolizione dell'ecomostro, alla presenza del ministro dell'ambiente Alfonso Pecoraro Scanio, dopo l'emanazione di un'ordinanza di demolizione nel 2006. Questa azione fu salutata dal WWF e dagli ecologisti della Calabria che chiesero anche la demolizione di vari altri ecomostri  situati in provincia di Crotone, Cosenza e Vibo Valentia. Al posto dell'ecomostro è stata realizzata un'area verde, nella quale sono stati ripiantati alberi.

## Monumenti e luoghi d'interesse
La città ospita nel suo territorio numerose testimonianze archeologiche di epoca tardo-romana, come i resti della piccola cappella triabsidata di San Martino (VI secolo), unica vestigia paleocristiana calabra, per molto tempo identificata come la tomba di Cassiodoro personaggio storico originario della vicina Squillace, il museo naturalistico Libero Gatti, le vasche di Cassiodoro (un antico sito romano di acquacoltura). Notevoli le altre testimonianze archeologiche, dalla chiesa di Santa Maria Vetere ai resti del castrum bizantino, dall'antica via romana che si ricongiunge alla via Grande di Stalettì, alla Fontana di Cassiodoro attigua al Casino Pepe, già antico ninfeo romano e successivamente cristianizzata all'epoca di Gregorio Magno e da non confondersi con la fonte Arethusa citata dallo stesso Cassiodoro. Più recenti sono il casino Pepe, che parrebbe essere stato costruito sul luogo in cui sorgeva il Vivarium e i bunker di piccole e medie dimensioni costruiti durante la seconda guerra mondiale.